# Macrognathus meklongensis
Macrognathus meklongensis és una espècie de peix pertanyent a la família dels mastacembèlids.

## Descripció
- Fa 17,8 cm de llargària màxima.[5]

## Hàbitat
És un peix d'aigua dolça, demersal i de clima tropical.

## Distribució geogràfica
Es troba a Àsia: conca del riu Mae Klong a Tailàndia.

## Observacions
És inofensiu per als humans.